# Golden Knights de Vegas
Les Golden Knights de Vegas sont une franchise professionnelle de hockey sur glace qui évolue dans la Ligue nationale de hockey à partir de la saison 2017-2018. Elle est basée à Las Vegas, située dans l'État du Nevada, aux États-Unis, et est membre de la division Pacifique de l'association de l'Ouest.

## Histoire de la franchise

### Création de la franchise
Le 22 juin 2016, la Ligue nationale de hockey annonce que les gouverneurs de ses franchises ont voté la création d'une 31e franchise et que celle-ci est accordée à la ville de Las Vegas contre un droit d'entrée de 500 millions de dollars américains. Le nom de l'équipe et le logo sont dévoilés le 22 novembre 2016. Elle est la première franchise majeure basée à Las Vegas et la première équipe d'expansion de la LNH depuis 2000. L'équipe est la propriété de Black Knight Sports & Entertainment, un consortium mené par William Foley (en). Elle joue ses matchs à domicile au T-Mobile Arena, à Paradise, dans la banlieue sud de la ville.

### Origines du nom, du logo et des couleurs

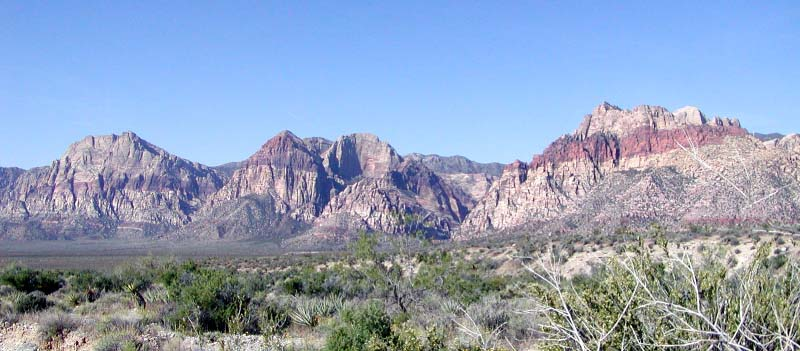
Dans la palette des couleurs de la franchise, le rouge représente notamment le Red Rock Canyon.

Le jour du dévoilement du nom, du logo et des couleurs de la nouvelle franchise, William Foley explique les idées cachées derrière ses décisions. Selon lui, Golden représente les chercheurs d'or du Nevada. Quant à Knights (chevaliers en français), ils « représentent la quintessence de la classe guerrière. » « Ils ont l'équipe à cœur, ils se tiennent toujours les coudes, ils n'abandonnent et ne cèdent jamais. Et les joueurs de hockey sont des guerriers. Ils ont toujours été des joueurs d'équipe, tous pour un. C'est nous. C'est ce que nous allons être. » Reste la question de savoir pourquoi William Foley s'est départi du « Las » de Las Vegas: il l'explique par le fait que ses habitants ne répondent pas « Las Vegas » quand on leur demande d'où ils viennent, mais par « Vegas », tout simplement. Il ajoute que trois mots étaient la limite, quatre (« Las Vegas Golden Knights ») auraient été de trop.
Pour ce qui est du logo, il est composé d'une barbute dorée et grise avec une visière qui forme la lettre « V », comme la première lettre de Vegas, et d'un bouclier, en arrière-plan.
Dans cette même interview, William Foley justifie l'utilisation des couleurs or, gris, noir et rouge en expliquant qu'elles symbolisent respectivement : la conquête de l'or ; la force et la durabilité ; la puissance et l'intensité ; et le rouge la « skyline » de Las Vegas et les déserts du Red Rock Canyon.
L'uniforme des Golden Knights à domicile est majoritairement gris foncé, avec du noir et des lignes rouges et dorées à titre de couleurs secondaires. Pour les matchs à l'extérieur, c'est le blanc qui est la couleur dominante du chandail, avec le noir et les mêmes lignes dorées et rouges sur les manches.

### Débats autour du nom et du logo
Malgré l'annonce officielle du nom et du logo de la nouvelle franchise, les critiques ne se font pas attendre. Le 29 novembre 2016, une première réclamation émane d'une équipe de parachutisme de l'armée américaine, une formation portant également le surnom de Golden Knights. Quelques jours plus tard, le 8 décembre, ce sont les autorités américaines qui annoncent avoir refusé la marque déposée après l'objection d'une école privée de l'État de New York, le College of Saint Rose (en), dont nom et logo sont trop similaires à son goût. Le lendemain, la ligue, par l'entremise de William Daly (en), son commissaire adjoint, répond que ces éventuels problèmes de marque déposée ne doivent pas remettre en question la décision de l'équipe et qu'elle la soutient. Daly argue que plusieurs franchises sportives ont un nom identique, ce qui ne s'est jamais révélé gênant, en particulier quand le sport n'est pas le même.

### Début de la franchise

#### Une première saison de tous les records
Le 17 septembre 2017, la franchise dispute le premier match hors-concours de son histoire. À Vancouver, les Golden Knights réussissent leurs débuts en battant les Canucks sur leur glace du Rogers Arena sur le score de 9-4. Non repêchée, la recrue Tyler Wong inscrit le premier but de Vegas après moins de 5 minutes en première période et devient même plus tard dans la partie le premier joueur – lors d'une partie amicale – à inscrire un coup du chapeau.
Le 6 octobre 2017, l'équipe joue la première rencontre officielle de son histoire face aux Stars, à Dallas. Après une réussite de Tyler Seguin en avantage numérique, en 2e période, James Neal inscrit le premier but de l'histoire des Golden Knights lors du 3e tiers-temps pour égaliser. À moins de trois minutes de la fin du match, Neal réalise le doublé pour donner l'avantage 2-1 à Vegas, qui résiste ensuite aux Stars et remporte sa première victoire, sur le score de 2-1. Marc-André Fleury, son gardien, arrête 44 des 45 tirs des Stars. Après une deuxième victoire en Arizona, les Golden Knights deviennent la première équipe d'expansion à débuter dans la ligue avec trois succès consécutifs, après un deuxième gain de suite contre Arizona, cette fois au T-Mobile Arena le 11 octobre (5-2) (cette dernière est d'ailleurs acquise lors du premier match d'une équipe professionnelle à Las Vegas). Avant eux, seuls les Seals d'Oakland et les Kings de Los Angeles en 1967-1968 avaient emporté les deux premières parties d'une équipe d'expansion. À noter que, dans le même temps, James Neal devient non seulement le premier joueur depuis Brian Propp, avec les Flyers en 1982-1983, à marquer les trois premiers buts gagnants de son équipe (depuis l'expansion de 1967), mais également le premier depuis Jean Cloutier, des Nordiques de Québec en 1979-1980, à inscrire cinq points lors des trois premières rencontres d'une nouvelle équipe dans la LNH.
La série des Knights s'arrête finalement à trois victoires inaugurales avec une défaite à domicile 6-3 face aux Red Wings de Détroit le 13 octobre. Mais grâce à plusieurs rencontres à domicile notamment, les Knights établissent, le 21 octobre, un nouveau record dans l'histoire de la LNH. Avec sa victoire en prolongations face aux Blues de Saint-Louis (4-3) au T-Mobile Arena, la franchise du Nevada devient la première équipe à remporter six de ses sept premières parties dans la ligue. Et en battant les Ducks d'Anaheim le 22 novembre, les Golden Knights deviennent également les premiers depuis les Canadiens de Montréal en 1917 (la première saison de la LNH) à remporter 13 de leur 20 premiers matchs dans la ligue. En novembre et décembre l'équipe devient également la plus rapide de l'histoire à enregistrer 20 victoires, après 31 rencontres seulement.
Les Golden Knights battent ensuite le record de victoires d'une équipe d'expansion le 1er février 2018 avec un 34e succès, puis le 21 février, le record de points détenu par les Panthers de la Floride. Ils se qualifient pour les séries éliminatoires le 27 mars après une victoire 4-1 contre l'Avalanche du Colorado et terminent leur saison au sommet de la division Pacifique avec 109 points.
La franchise dispute son premier match et signe sa première victoire en séries éliminatoires le 11 avril en l'emportant à domicile contre les Kings de Los Angeles sur la marque de 1-0. Le 17 avril, lors du quatrième match face aux Kings, un seul but du défenseur Brayden McNabb suffit aux Golden Knights pour remporter la première série de leur histoire et ils deviennent ainsi la première franchise nord-américaine (LNH, MLB, NBA) à gagner une série sans perdre un match lors de sa saison inaugurale. Après sa victoire 4-2 contre les Sharks de San José lors du deuxième tour, elle devient la troisième franchise de la LNH à remporter plusieurs séries lors de sa première saison après les Arenas de Toronto en 1918 et les Blues de Saint-Louis en 1968. En finale d'association, l'équipe affronte les Jets de Winnipeg, qu'elle bat en cinq rencontres pour devenir la première équipe à se qualifier pour la finale de la Coupe Stanley dès sa première saison depuis les Blues, en 1968. Mais à l'époque, la LNH était passée de six à douze franchises et les dirigeants de la Ligue avaient regroupé les six nouvelles équipes dans la même association pour s'assurer de la présence de l'une d'elles en finale afin de favoriser l'engouement du public.

#### Coupe Stanley 2023

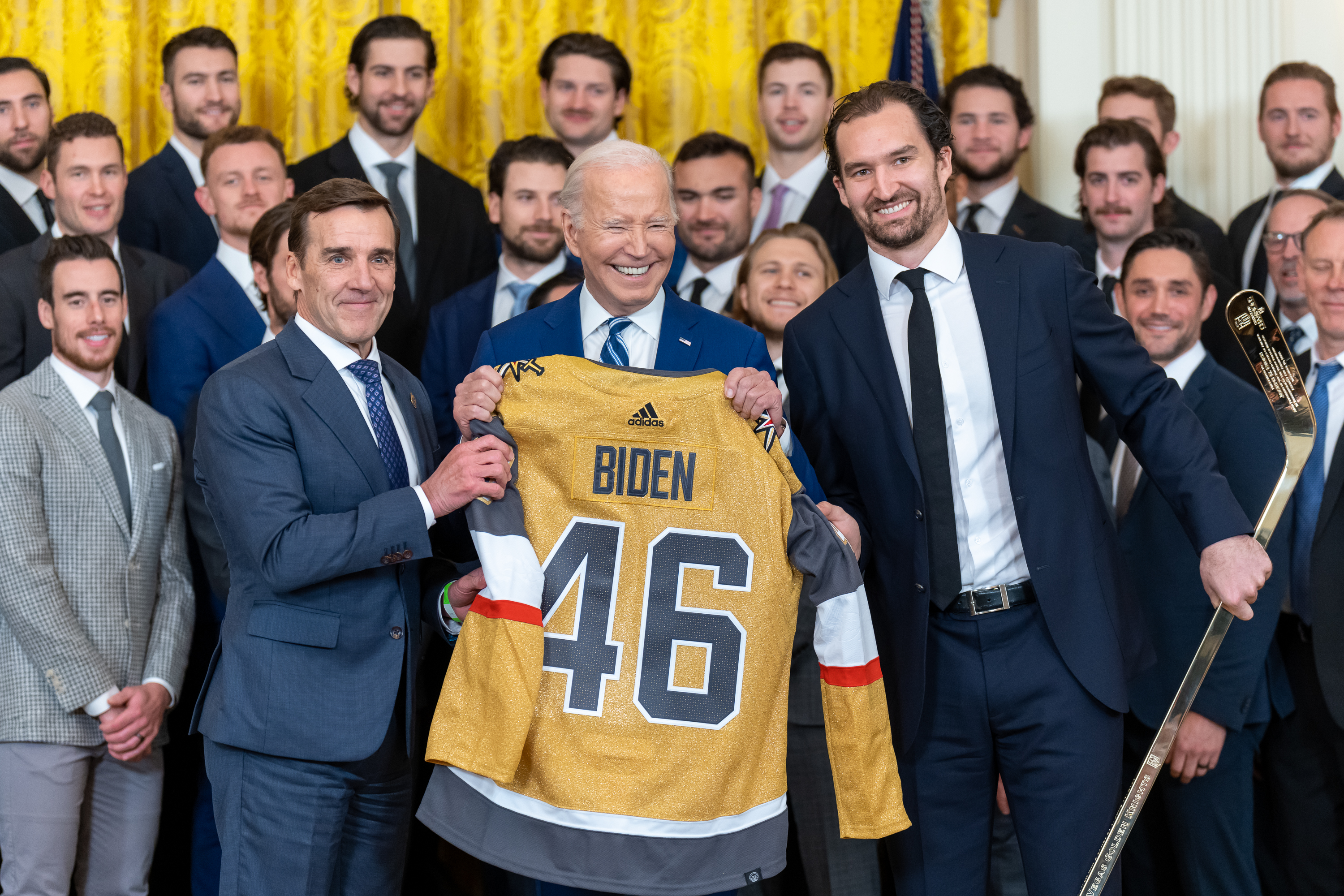
Maillot personnalisé offert au président américain, Joe Biden, lors de l'accueil du 13 novembre 2023 des Golden Knights de Vegas à la Maison-Blanche pour leur victoire de la coupe Stanley.

Pour leur sixième saison dans la LNH, les Golden Knights terminent au 1er rang de l'Association de l'Ouest avec 111 points. Lors des séries éliminatoires de la Coupe Stanley 2023, ils éliminent successivement les Jets de Winnipeg au premier tour en cinq matchs, les Oilers d'Edmonton au deuxième en six puis les Stars de Dallas en finale d'Association en six parties pour atteindre la finale de la coupe Stanley pour la deuxième fois de leur histoire depuis 2018, finale perdue en cinq parties contre les Capitals de Washington. Ils affrontent alors les Panthers de la Floride, alors qu'aucune des deux équipes n'a jamais gagné le trophée. La formation du Nevada bat celle de la Floride en cinq rencontres et remporte le trophée tant convoité le 13 juin 2023 devant leur public au T-Mobile Arena ; le trophée Conn-Smythe, remis au meilleur joueur des séries éliminatoires, est décerné à son attaquant québécois Jonathan Marchessault.

## Affiliation
Le 16 mai 2017, George McPhee annonce que les Golden Knights ont signé une entente avec les Wolves de Chicago de la Ligue américaine de hockey qui deviennent le club-école de la franchise. Le 1er juin, ce sont les Mallards de Quad City, évoluant dans l'ECHL, qui deviennent la deuxième affiliation des Golden Knights.
Le 21 août 2018, les Golden Knights concluent un accord d'affiliation d'un an avec les Komets de Fort Wayne de l'ECHL pour la saison 2018–2019.
Le 6 février 2020, Spurs Sports & Entertainment annonce la vente de la franchise le Rampage de San Antonio à l'organisation des Golden Knights. Le 28 février 2020 la Ligue américaine de hockey autorise leur déménagement à Henderson dans la région de Las Vegas. Le 28 mai 2020, le nom de la franchise relocalisée est dévoilée : les Silver Knights de Henderson, imitant le style du logo de leur club parent. Le logo en forme de bouclier présente un destrier de couleur argentée, avec des yeux de la même couleur or que celle utilisée dans le logo des Golden Knights. Les Silver Knights commencent à jouer au cours de la saison 2020-2021 à la Orleans Arena alors que les travaux sur une nouvelle arène de 6 000 places nommée le Dollar Loan Center (en) commencent.

## Identité de l'équipe

### Logos

Logo principal de la franchise
Logo secondaire

## Joueurs

### Effectif

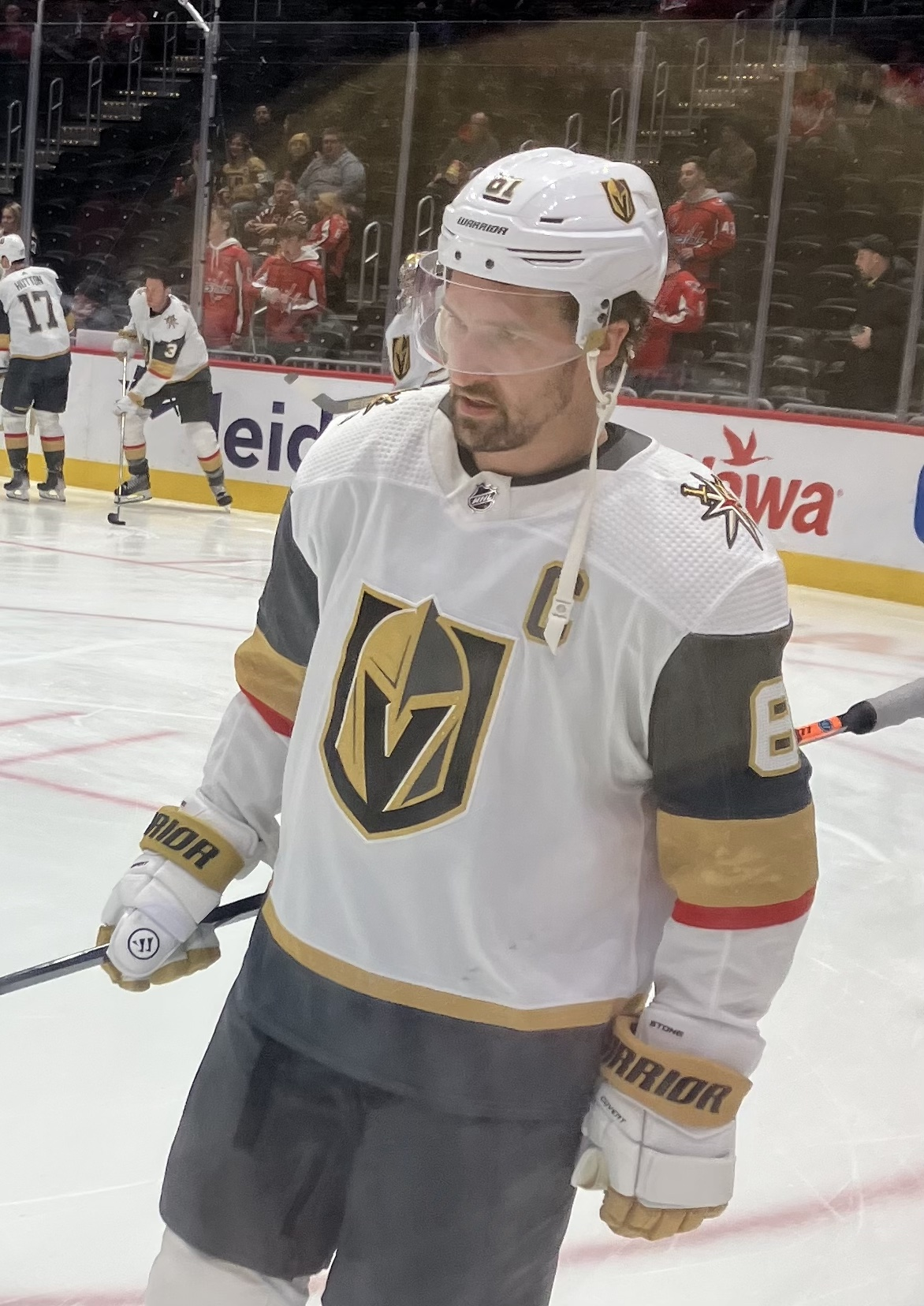
Mark Stone portant le "C" du capitaine sur son maillot

| No    | Nom                   | Nat. | Position      | Arrivée                          |                |
| ----- | --------------------- | ---- | ------------- | -------------------------------- | -------------- |
| +033, | Adin Hill             |      | Gardien       | 2022 - Sharks de San José        | +02 175 000, $ |
| +036, | Logan Thompson        |      | Gardien       | 2020 - Agent libre               | +00766 667, $  |
| +090, | Robin Lehner          |      | Gardien       | 2020 - Maple Leafs de Toronto    | +05 000 000, $ |
| +002, | Zach Whitecloud       |      | Défenseur     | 2018 - Agent libre               | +02 750 000, $ |
| +003, | Brayden McNabb        |      | Défenseur     | 2017 - Kings de Los Angeles      | +02 850 000, $ |
| +007, | Alex Pietrangelo – A  |      | Défenseur     | 2020 - Agent libre               | +08 800 000, $ |
| +014, | Nicolas Hague         |      | Défenseur     | 2017 - Repêchage                 | +02 294 150, $ |
| +017, | Ben Hutton            |      | Défenseur     | 2021 - Agent libre               | +00850 000, $  |
| +023, | Alec Martinez         |      | Défenseur     | 2020 - Kings de Los Angeles      | +05 250 000, $ |
| +027, | Shea Theodore         |      | Défenseur     | 2017 - Ducks d'Anaheim           | +05 200 000, $ |
| +008, | Phil Kessel           |      | Ailier droit  | 2022 - Agent libre               | +01 500 000, $ |
| +009, | Jack Eichel           |      | Centre        | 2021 - Sabres de Buffalo         | +10 000 000, $ |
| +010, | Nicolas Roy           |      | Centre        | 2019 - Hurricanes de la Caroline | +03 000 000, $ |
| +015, | Jake Leschyshyn       |      | Centre        | 2017 - Repêchage                 | +00766 667, $  |
| +019, | Reilly Smith – A      |      | Ailier droit  | 2017 - Panthers de la Floride    | +05 000 000, $ |
| +020, | Chandler Stephenson   |      | Centre        | 2019 - Capitals de Washington    | +02 750 000, $ |
| +021, | Brett Howden          |      | Centre        | 2019 - Capitals de Washington    | +01 500 000, $ |
| +022, | Michael Amadio        |      | Centre        | 2021 - Ballotage                 | +00762 500, $  |
| +028, | William Carrier       |      | Ailier gauche | 2017 - Sabres de Buffalo         | +01 400 000, $ |
| +041, | Nolan Patrick         |      | Centre        | 2021 - Flyers de Philadelphie    | +01 200 000, $ |
| +043, | Paul Cotter           |      | Centre        | 2018 - Repêchage                 | +00760 000, $  |
| +055, | Keegan Kolesar        |      | Ailier droit  | 2017 - Blue Jackets de Columbus  | +01 400 000, $ |
| +061, | Mark Stone – C        |      | Ailier droit  | 2019 - Sénateurs d'Ottawa        | +09 500 000, $ |
| +071, | William Karlsson      |      | Centre        | 2017 - Blue Jackets de Columbus  | +05 900 000, $ |
| +081, | Jonathan Marchessault |      | Centre        | 2017 - Panthers de la Floride    | +05 000 000, $ |
| -     | Shea Weber            |      | Défenseur     | 2022 - Canadiens de Montréal     | +07 857 143, $ |

### Capitaine
| Période     | Nom             |
| ----------- | --------------- |
| 2017-2020   | Aucun capitaine |
| Depuis 2021 | Mark Stone      |

### Numéros retirés
Dans la Ligue nationale de hockey, les joueurs peuvent être honorés de plusieurs manières, l'une d'entre elles étant interne à l'équipe. Ainsi, il est de tradition, d'honorer un ancien joueur de l'effectif en décidant de retirer son numéro. Aucun autre joueur ne pourra alors porter le numéro en question et une réplique de son maillot sera alors accrochée au plafond de la patinoire.
En 1999, la LNH a également décidé de retirer le numéro 99 de Wayne Gretzky pour toutes les franchises de la ligue, en raison de l'impact qu'il a eu sur le monde du hockey. En 2018, la franchise des Golden Knights décide de retirer le numéro 58 en mémoire des 58 victimes de la fusillade du 1er octobre 2017. Deux numéros sont donc actuellement retirés :
| No  | Joueur        | Position | Carrière  | Date du retrait |
| --- | ------------- | -------- | --------- | --------------- |
| 58  | —             | —        | —         | 31 mars 2018    |
| 99* | Wayne Gretzky | Centre   | 1978-1999 | 6 février 2000  |

* Numéro retiré pour toutes les équipes par la LNH lors du 50e Match des étoiles.

### Choix de premier tour
Chaque année et depuis 1963, les joueurs des ligues juniors ont la possibilité de signer des contrats avec les franchises de la LNH. Cette section présente les joueurs qui sont choisis par les Golden Knights lors du premier tour.
| Année | Joueur          | Choix | Équipe junior                  |
| ----- | --------------- | ----- | ------------------------------ |
| 2017  | Cody Glass      | 6e    | Winterhawks de Portland (LHOu) |
| 2017  | Nicholas Suzuki | 13e   | Attack d'Owen Sound (LHO)      |
| 2017  | Erik Brännström | 15e   | HV 71 (SHL)                    |
| 2018  | Aucun           | Aucun | Aucun                          |
| 2019  | Peyton Krebs    | 17e   | Ice de Kootenay (LHOu)         |
| 2020  | Brendan Brisson | 29e   | Steel de Chicago (USHL)        |
| 2021  | Zachary Dean    | 30e   | Olympiques de Gatineau (LHJMQ) |
| 2022  | Aucun           | Aucun | Aucun                          |

## Dirigeants

### Entraîneurs-chef
| No | Nom            | Engagement      | Départ          | Saison régulière | Saison régulière | Saison régulière | Saison régulière | Saison régulière | Saison régulière | Séries éliminatoires | Séries éliminatoires | Séries éliminatoires | Séries éliminatoires | Remarques                                                       |
| No | Nom            | Engagement      | Départ          | PJ               | V                | D                | DP               | P                | % V              | PJ                   | V                    | D                    | % V                  | Remarques                                                       |
| -- | -------------- | --------------- | --------------- | ---------------- | ---------------- | ---------------- | ---------------- | ---------------- | ---------------- | -------------------- | -------------------- | -------------------- | -------------------- | --------------------------------------------------------------- |
| 1  | Gerard Gallant | 13 avril 2017   | 15 janvier 2020 | 213              | 118              | 75               | 20               | 256              | 60,1             | 27                   | 16                   | 11                   | 59,3                 | Trophée Jack-Adams en 2017-2018 Finale de la Coupe Stanley 2018 |
| 2  | Peter DeBoer   | 15 janvier 2020 | 16 mai 2022     | 160              | 98               | 50               | 12               | 208              | 65               | 39                   | 22                   | 17                   | 56,4                 |                                                                 |
| 3  | Bruce Cassidy  | 14 juin 2022    |                 |                  |                  |                  |                  |                  |                  |                      |                      |                      |                      | Coupe Stanley 2023                                              |

### Directeurs généraux
| No | Nom             | Engagement         | Départ             | Remarques                                                                |
| -- | --------------- | ------------------ | ------------------ | ------------------------------------------------------------------------ |
| 1  | George McPhee   | 13 juillet 2016    | 1er septembre 2019 | Directeur général de la saison 2017-2018 Finale de la Coupe Stanley 2018 |
| 2  | Kelly McCrimmon | 1er septembre 2019 |                    | Coupe Stanley 2023                                                       |

## Patinoire

### T-Mobile Arena

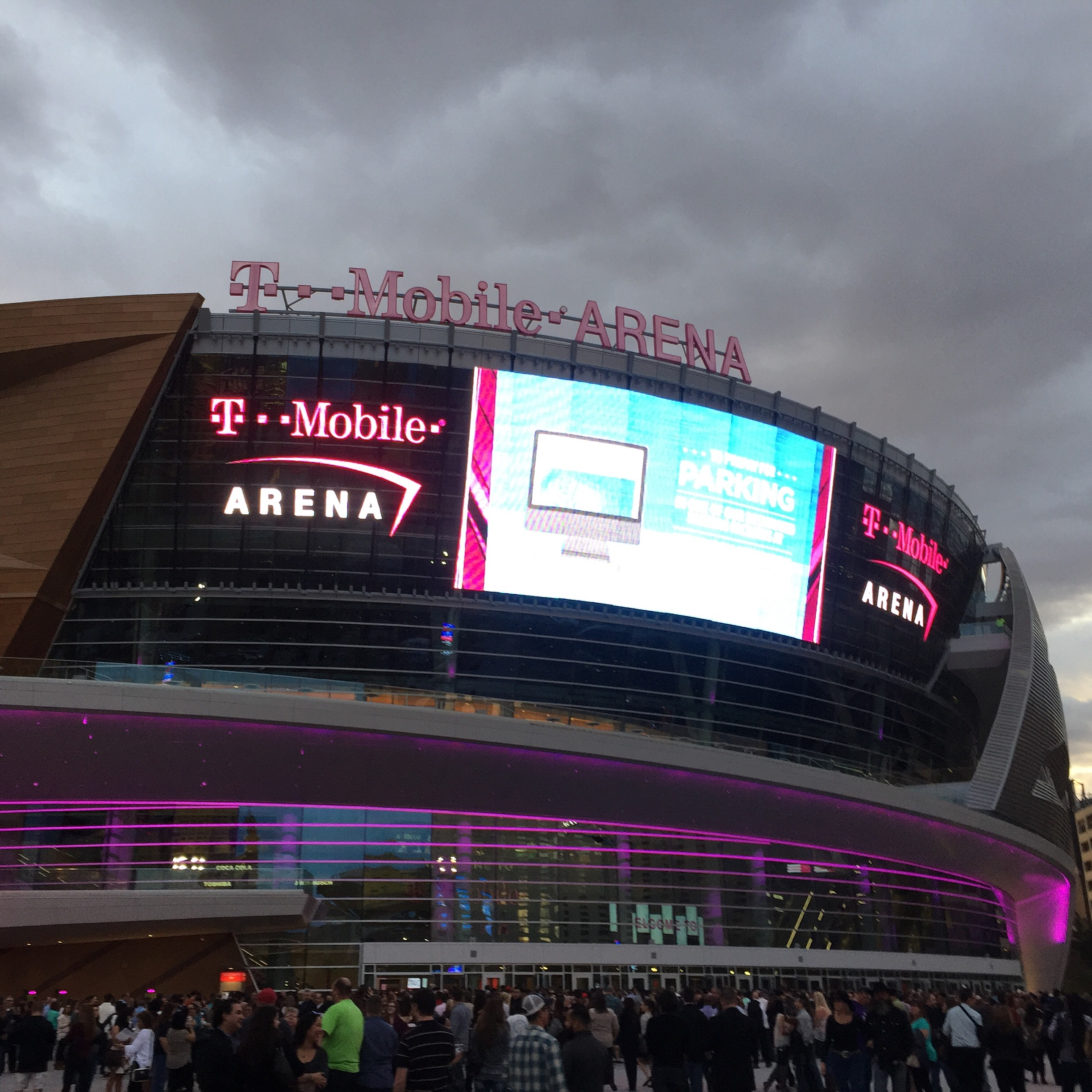
Vue extérieure du T-Mobile Arena

Le T-Mobile Arena est situé à Paradise, dans la banlieue Sud de Las Vegas. Sa construction a débuté le 1er mai 2014, et son ouverture officielle a eu lieu le 6 avril 2016. L'amphithéâtre possède une capacité de 20 000 sièges (17 368 places lors des parties de hockey sur glace).
| Saison    | Affluence totale | Moyenne par match | Taux de remplissage |
| --------- | ---------------- | ----------------- | ------------------- |
| 2017-2018 | 739 740          | 18 042            | 103,9 %             |
| 2018-2019 | 751 067          | 18 318            | 105,5 %             |
| 2019-2020 | 677 499          | 18 310            | 105,4 %             |